# Polleniopsis chosenensis
Polleniopsis chosenensis är en tvåvingeart som beskrevs av Fan 1965. Polleniopsis chosenensis ingår i släktet Polleniopsis och familjen spyflugor. Inga underarter finns listade i Catalogue of Life.